# Solid State Logic
Solid State Logic (скорочено SSL) — британська компанія-виробник мікшерних пультів.
1969 року британський винахідник і підприємець Колін Сондерс виробляв електроустаткування для органів з використанням твердотільних реле. Так з'явилася фраза «solid state logic» (з англ. — «твердотільна логіка»), що визначила назву компанії Сондерса. Більшість співробітників мала музичну чи звукоінженерну освіту, тому їм спала на думку ідея спробувати створити новий тип мікшерного пульта. Протягом кількох років компанія сконструювала кілька пробних зразків і розпочала виробництво.
До 1976 року створили і продали два зразки першої консолі A Series, а також шість удосконалених пультів SL 4000 B Series. У жовтні 1989 року було представлено цифрову звукову робочу станцію ScreenLogic. Прорив у сфері автоматизації компанія здійснила 1991 року разом із виходом моделей SL 8000G та G+. 1992 року SSL випустили автоматизовану робочу станцію Scenaria, що підтримує інтеграцію з цифровим відео та аудіо, а 1993 року — платформу OmniMix, що підтримує кілька форматів об'ємного звуку. 1994 року вийшов пульт 9000J, який мав широкий попит у студіях світу й закріпив репутацію SSL як провідного виробника мікшерних пультів і консолей для зведення.

Штаб-квартира Solid State Logic розташована в Оксфордширі, Англія. Виробництво, збирання та тестування консолей ведеться на власному заводі. На кожен пульт наноситься ім'я клієнта. Розмір пульта також залежить від замовника: це може бути як величезна плата зі 120 входами, так і мініатюрна чотириканальна консоль. Окремі продукти налаштовуються за бажанням клієнта, починаючи від кута нахилу консолі та закінчуючи її кольором.

Мікшерні пульти Solid State Logic
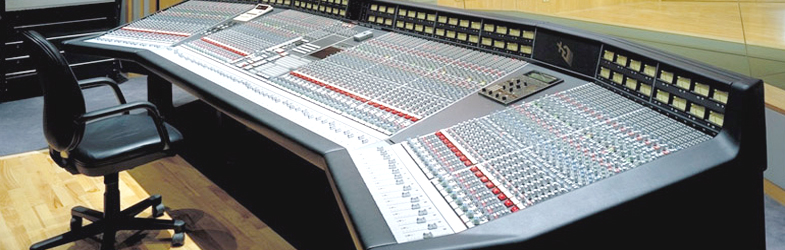
SL4000G+
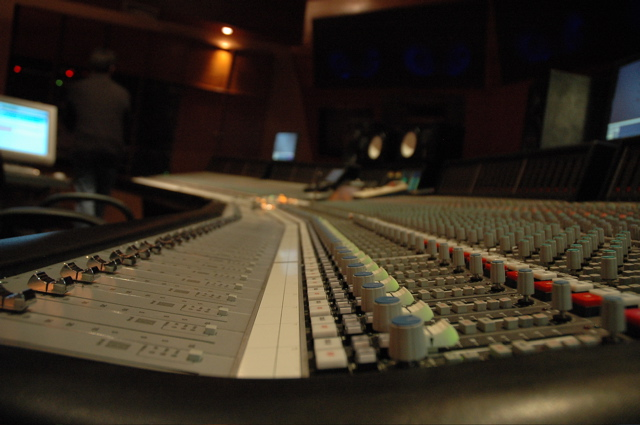
SSL9000
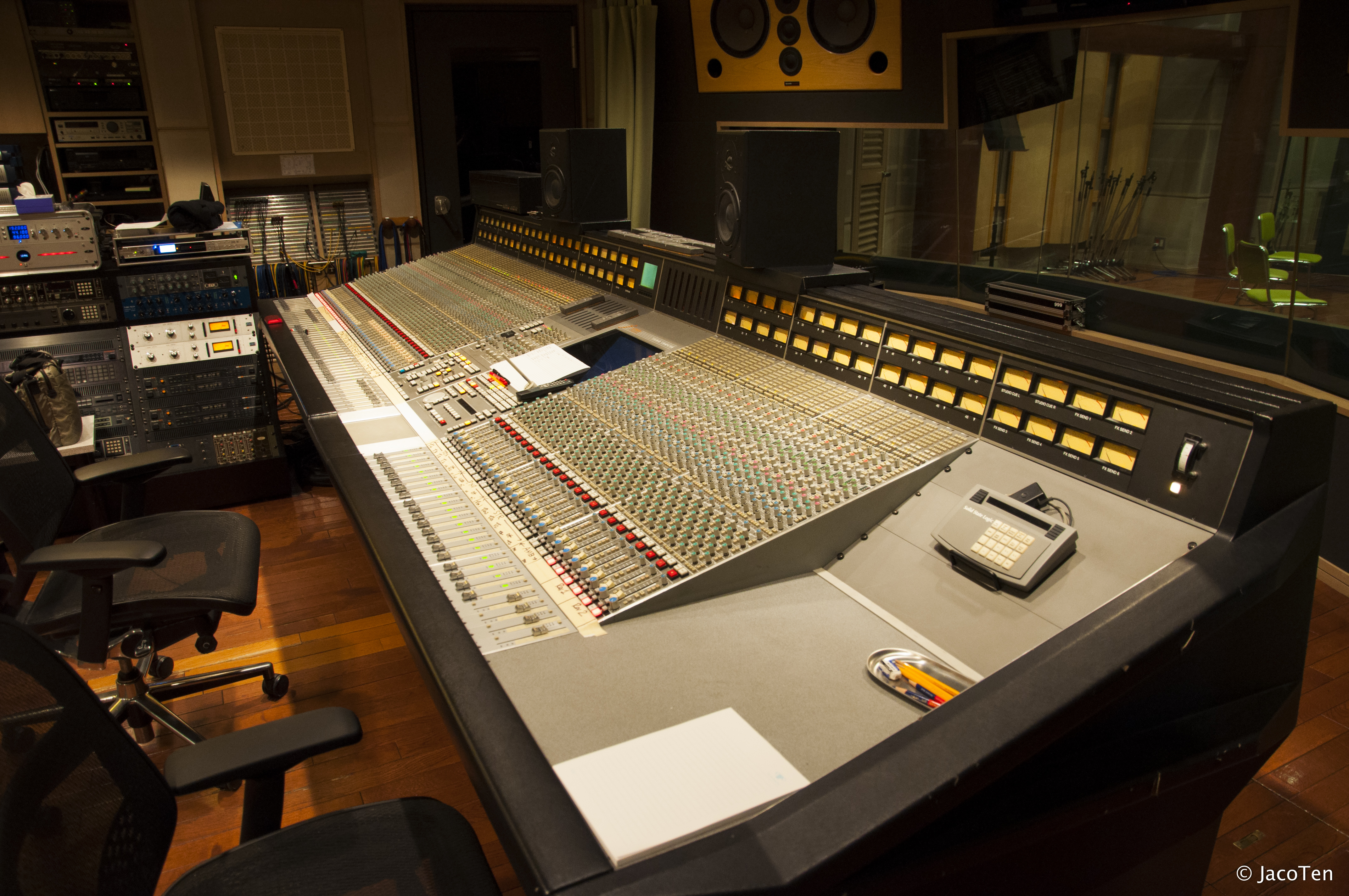
SL9064J
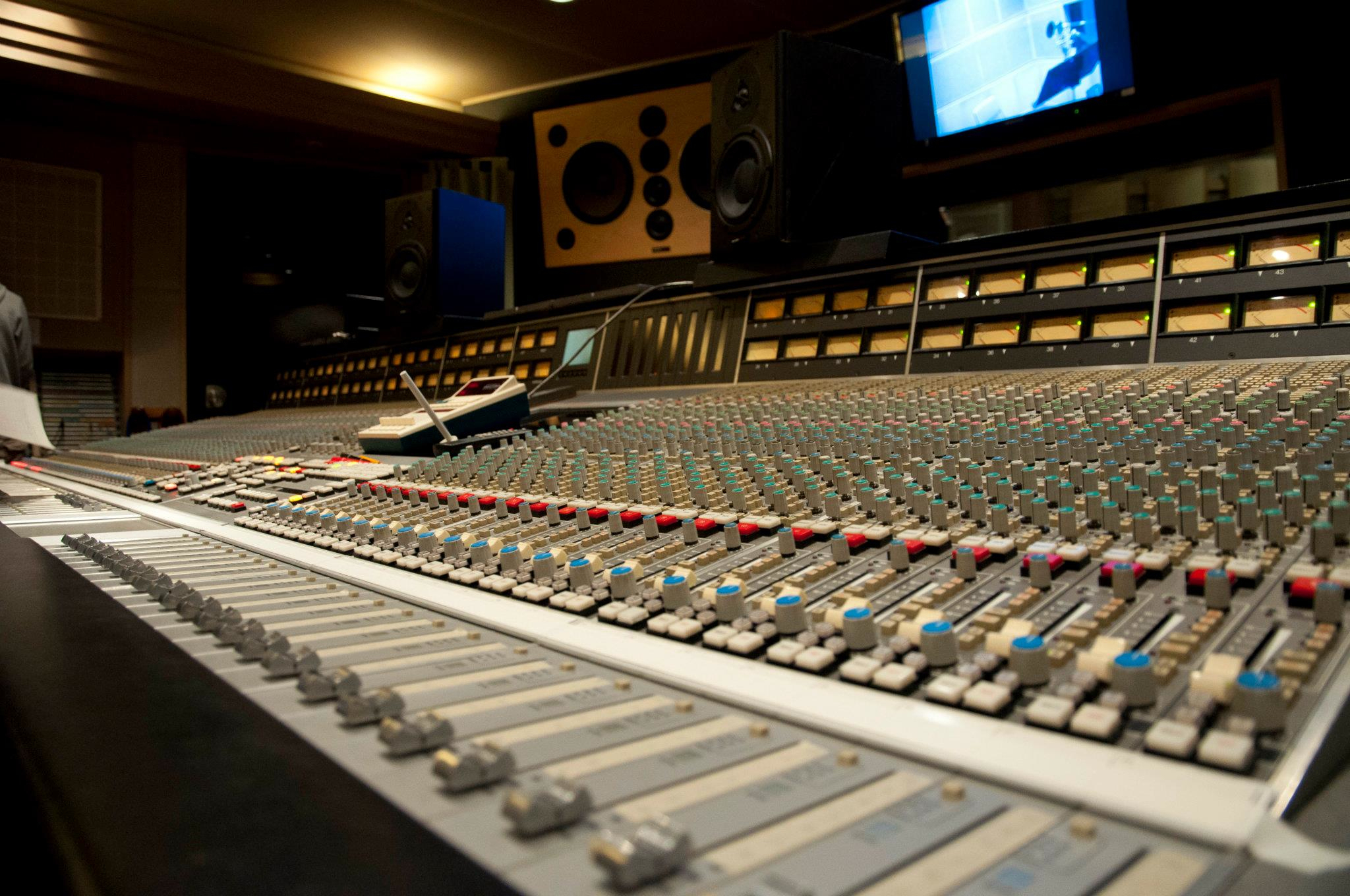
SL9064J